# Helen Hill
Helen Hill (* 9. Mai 1970 in Columbia, South Carolina, USA; † 4. Januar 2007 in New Orleans, Louisiana, USA) war eine US-amerikanische Filmregisseurin, die vor allem Kurzfilme und Animationsfilme inszenierte und dafür mehrfach ausgezeichnet wurde.

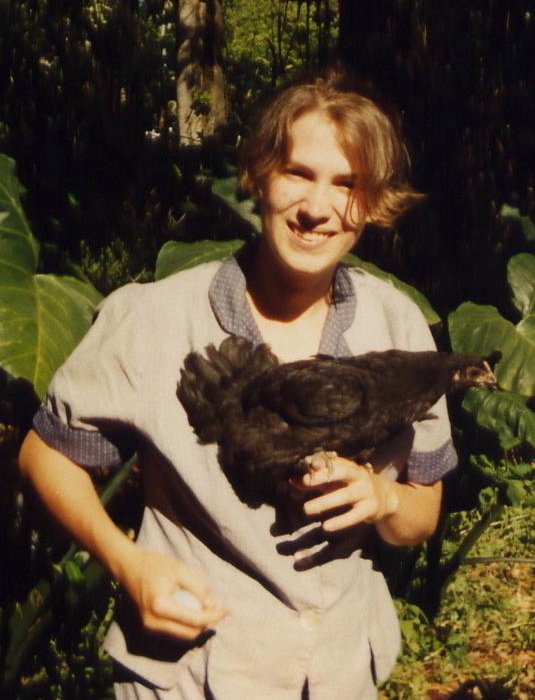
Helen Hill, New Orleans, 1993

Helen Hill studierte Englisch an der Harvard University, das sie mit einem Bachelor of Arts (B.A.) abschloss, sowie im Fachbereich Film und Animation an der California Institute of the Arts. Mitte der 1990er Jahre inszenierte sie erste Animationsfilme, die teilweise prämiert wurden. Im Jahr 2001 zog sie, gemeinsam mit ihrem Ehemann Dr. Paul Gailiunas, nach New Orleans, wo sie seitdem lebte.
Am 4. Januar 2007 wurde Hill von einem Einbrecher in ihrem Haus überrascht und tödlich verletzt. Ihr Ehemann wurde dabei schwer verletzt, ihr Sohn blieb unverletzt.

## Filmografie (Auswahl)
- 1995: The World’s Smallest Fair (Kurzfilm)
- 1995: Scratch and Crow (Kurzfilm)
- 1999: Mouseholes (Kurzfilm)
- 1999: Your New Pig Is Down the Road (Kurzfilm)
- 2001: Madame Winger Makes a Film: A Survival Guide for the 21st Century (Kurzfilm)
- 2004: Bohemian Town (Kurzfilm)
- 2011: The Florestine Collection (Dokumentarfilm)